# Davlos/Kaplıca
Davlos (griechisch Δαυλός), türkisch Kaplıca, ist ein Ort auf der Karpas-Halbinsel im Nordosten der Mittelmeerinsel Zypern. 2011 zählte er 389 Einwohner.

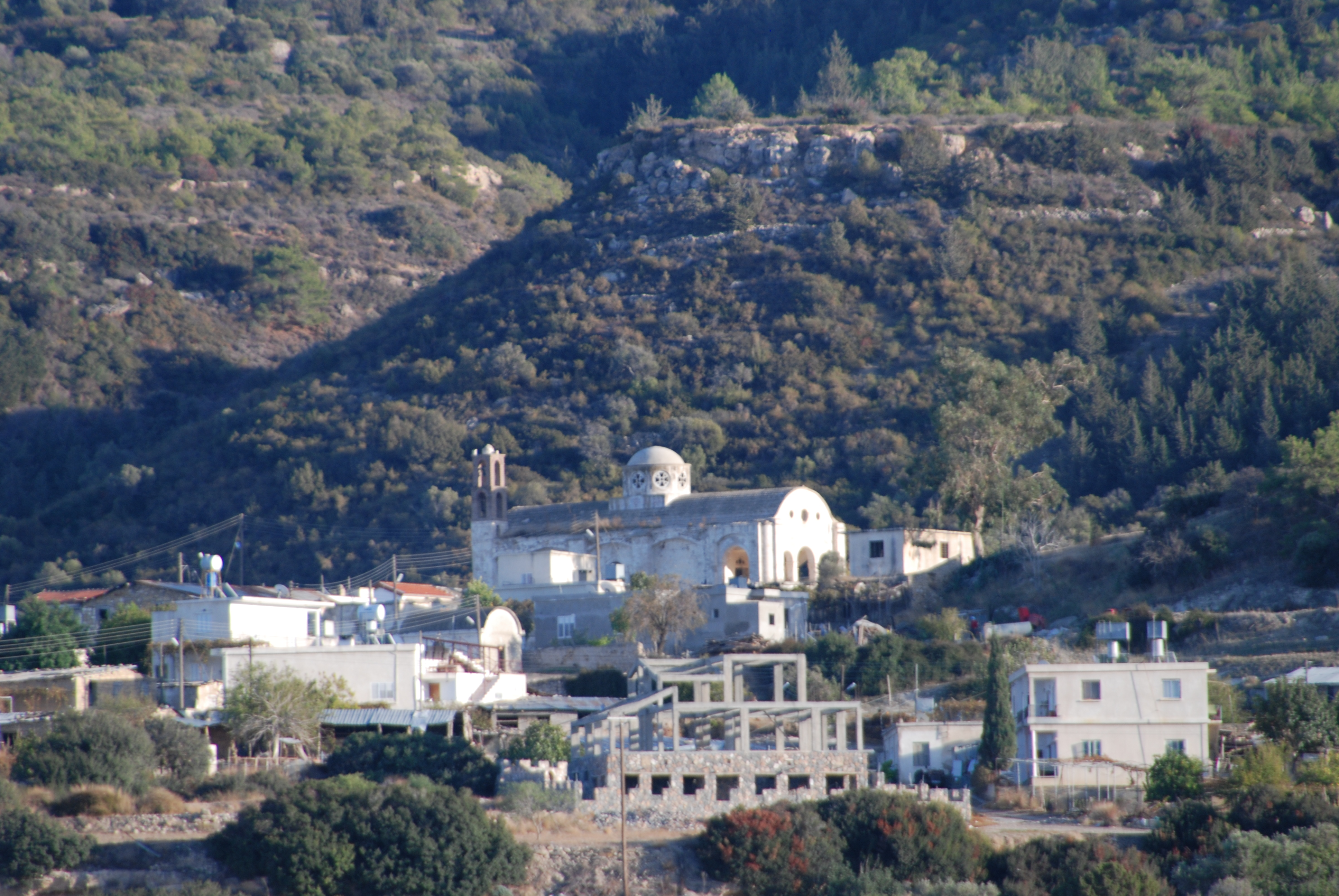
Die orthodoxe Kirche Aghios Georgios

Davlos bedeutet „Feuerholz“. Der türkische Name Kaplıca bedeutet ‚warme Quelle‘ nach einer Mineralquelle in der Nähe des Dorfes.

## Geschichte
Davlos entstand nahe der Nordküste, drei Kilometer von der Kantara-Burg entfernt. Bis 1974 war das Dorf ausschließlich von Zyperngriechen bewohnt.
Die erste osmanische Zählung von 1831 nennt 33, ausschließlich christliche Haushaltsvorstände, was später mit griechischen gleichgesetzt wurde. 1891, unter britischer Kolonialherrschaft, lag die Einwohnerzahl bei 396, wobei vier „Türken“ im Dorf lebten. Diese vier zählte man auch 1911, und bis 1921 stieg ihre Zahl auf 14. Derweil wuchs die Zahl der „Griechen“ von 474 (1901) über 558 (1911) auf 661 bzw. 662 in den Zählungen der Jahre 1921 und 1931. In dieser Zeit verließen die wenigen Türken das Dorf. Die Einwohnerzahl sank auf 599 im Jahr 1946 und fiel auf 462 im Jahr 1960, um 1973 mit nur mehr 342 Einwohnern einen Tiefpunkt zu erreichen.

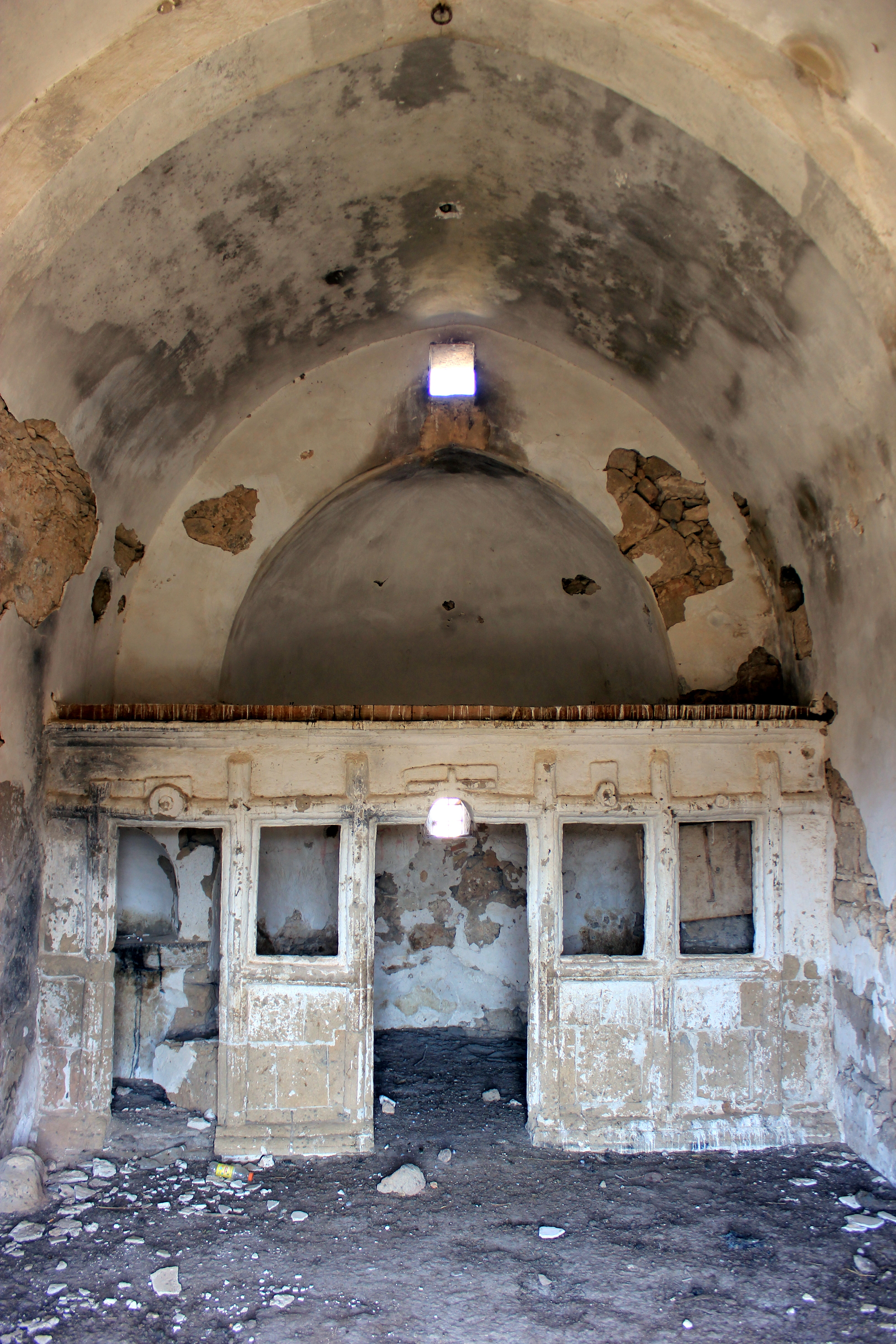
Entweihte Kapelle mit Altarresten nahe Davlos

Die 1974 verbliebenen etwa 270 Bewohner blieben im Dorf, doch wurden auch sie im Sommer 1975 aus Rache wegen der Übergriffe griechischer Nationalisten vertrieben. Insgesamt dürfte sich die Zahl der Geflohenen aus Davlos auf etwa 350 belaufen.
1976 und 1977 kamen türkische Neusiedler aus Uzuntarla (Alithinos) im Distrikt Çaykara vom Schwarzen Meer. 2006 zählte Kaplıca 408 Einwohner, 2011 nur noch 389.